# Leptosphaeria ogilviensis
Leptosphaeria ogilviensis är en svampart som först beskrevs av Berk. & Broome, och fick sitt nu gällande namn av Ces. & De Not. 1863. Enligt Catalogue of Life ingår Leptosphaeria ogilviensis i släktet Leptosphaeria,  och familjen Leptosphaeriaceae, men enligt Dyntaxa är tillhörigheten istället släktet Leptosphaeria,  och familjen Phaeosphaeriaceae. Arten är reproducerande i Sverige. Inga underarter finns listade i Catalogue of Life.